# 宗教與同性戀
许多宗教对性傾向議題发表声明，不同的宗教，甚至是宗教中不同的教派及宗教人士对待同性戀及同性之間的性行為有着不同的态度。

## 各种宗教的主要立场

### 基督宗教
在基督宗教裡，同性戀及同性之間的性行為究竟是否是一种罪恶是从二战起就开始激烈争论的神学问题。傳統教会主張這樣的性行為在神學上及根據《聖經》的經文，認為是罪，但也有部份教派及不少教徒认为同性戀不是罪。
2013年，天主教會的教宗方濟各呼籲天主教會寬容對待同志群體。儘管教廷對同性婚姻採取反對的立場。

### 犹太教
从一开始直到20世纪，犹太教將男人與男人的交合視為禁止的行為（Abomination，如崇拜耶和華以外的神、不得吃蝦、豬肉等飲食禁忌）。嚴格恪守所有傳統的猶太教正統派至今仍維持這樣的主張，猶太教傳統派放寬對大多數同性之間性行為的限制，並祝福同性之間的結合，重建派和改革派則主張同性戀和雙性戀皆為人類正常的性欲展現，並祝福同性婚姻結合。

### 伊斯兰教
所有主要伊斯蘭教法學派，皆禁止穆斯林與同性發生性關係，但是刑罚或所需的证据则有爭論。多數伊斯蘭教派援引古蘭經羅得的傳說，主張同性之間的性行為不可行，並以聖訓作為進一步的依據。一些現代學者，例如Scott Kugle，則主張該傳說的重點不在於性行為，而是部落的不忠和對羅得預言職分的拒絕。不少穆斯林國家至今仍把和同性發生性行為視為罪行，包括伊朗、沙特阿拉伯等，部分國家更會判處終身監禁和死刑。

### 佛教
佛教派系龐雜，對於不同性傾向的態度亦不相同，有嚴厲如釋宣化者，也有支持同志平權的比丘尼釋昭慧，不過佛教教界大體處於溫和的態度，如法鼓山的聖嚴法師，佛光山的星雲法師，淨宗學會的淨空法師，學者楊惠南居士，與马来西亚吉隆坡十五碑锡兰佛寺住持达摩难陀长老。
絕大多數的佛教教派，禁止出家僧人有任何形式的性行為，視情欲為修行和解脫的障礙。對受五戒的在家眾則訂有邪婬規範。佛教不同部派、論典对“不邪婬戒”的诠释有所不同，依照佛陀所訂下的規範，是不和他人的配偶，以及受他人所監護之人（如未成年人）有性關係。
屬於格魯派的達賴喇嘛認為同性婚姻是個人事務，應該尊重個體所處地區的法律規定，當然不同地方的人有著不同的宗教與傳統，人們應該尊重這些宗教與傳統的限制，如同佛教中對於「不當性行為」有些定義，信徒自該遵從，並表示對於非信徒來說，應該由個人自己決定，因為這只是不同形式的性行為，只要安全、雙方同意，就OK。
不丹薩迦派的宗薩蔣揚欽哲仁波切亦表示：「同性戀性行為只是另一種形式的執著，它与异性恋性行为没有什么本质区别。区别对待这两者就如同认为喜歡吃披薩比喜歡檸檬飯的人糟糕一样是不可取的。」。對於戒律的回答是：「佛經和論典中沒有說：『相較於同性戀，異性戀的不善程度較低』。話雖如此，但是佛教在很大程度上受到文化的影響。這有點不幸，但不可避免。因此，當佛教傳到西藏、日本、漢地，當然還有在它的發源地印度，可能會受到文化價值觀的影響」。